# David H. Auston
David Henry Auston (Toronto, 14 de noviembre de 1940) es un físico canadiense, conocido por su trabajo en la tecnología de terahercios y, en particular, por el desarrollo del interruptor de Auston.

## Biografía
Nació en Toronto, Canadá, en 1940 y completó su licenciatura y maestría en ingeniería física e ingeniería eléctrica respectivamente, por la Universidad de Toronto. Posteriormente se mudó a California para trabajar en el Laboratorio de Defensa de General Motors y completó su doctorado en ingeniería eléctrica por la Universidad de California en Berkeley en 1969, trabajando en el entonces nuevo área de la física del láser. Luego trabajó en AT&T Bell Labs con un mandato de investigación abierto. Una vez allí, colaboró con el científico de materiales Alastair M. Glass para estudiar las propiedades de los cristales electroópticos. Poco después desarrolló lo que se conoció como interruptores Auston.
Después de la reducción de Bell Labs en 1987, se trasladó a la Universidad de Columbia como profesor de ingeniería eléctrica y física aplicada, luego a la Universidad Rice como rector en 1994, hasta ser nombrado presidente de la Universidad Case de la Reserva Occidental en 1999. En 2003, regresó a Santa Bárbara, California, para desempeñarse como presidente de la Fundación Kavli.
Fue elegido miembro de la Academia Nacional de Ingeniería en 1989 por su desarrollo pionero en el campo de la optoelectrónica de picosegundos y femtosegundos.